# Jinzhuang, Guangdong
Jinzhuang (kinesiska: 金装) är en köping i sydöstra Kina. Den ligger i Fengkai härad i staden Zhaoqing i provinsen Guangdong, omkring 160 kilometer nordväst om provinshuvudstaden Guangzhou. Antalet invånare är 27 247. Befolkningen består av 14 008 kvinnor och 13 239 män. Barn under 15 år utgör 29,0 %, vuxna 15-64 år 58 %, och äldre över 65 år 12,0 %.